# Västra stambanan
Västra stambanan (Vestre hovedbane) er en jernbane mellem Sveriges to største byer Stockholm og Göteborg.

## Historie
Den svenske stat begyndte anlæggelsen af Västra stambana i 1855 ved Lövekulle, lige vest for Alingsås. Den første strækning mellem Göteborg C og Jonsered blev indviet i 1856. Jonsereds station lå ved søen Aspen ved dens udløb i Säveån. Den nuværende lokaltogsstation tættere på byen svarer til den tidligere holdeplads Bokedalen. Lövekulle ligger længere mod øst, og byggeriet dér begyndte lidt tidligere på grund af, at terrænet var besværligt, og arbejdet dermed tog længere tid.
Da hele strækningen var klar i november 1862, var rejsetiden 14 timer, flere gange hurtigere end de alternative rejseformer. I 1926 blev banen elektrificeret, og i 1958 var hele strækningen dobbeltsporet. I begyndelsen af 1990'erne blev Västra stambanan den første jernbane i Sverige, som blev tilpasset hurtigtog af typen X2.
Västra stambanan er kraftigt trafikeret, i særdeleshed ved Göteborg og ved Stockholm, hvor godstog, lokomotivtrukne tog, hurtigtog og pendlertog alle anvender banen. Derfor er banen firesporet på en 2 kilometer lang strækning mellem Göteborgs centralstation og Olskroken, 5 kilometer før Järna station, samt fra Flemingsberg til Stockholms sydbanegård. Den sidste del over Årstaviken blev firesporet i forbindelse med åbningen af den nye Årstabron i 2005.
Banen mellem Järna og Göteborg er i dag stort set den samme som ved indvielsen, bortset fra en del forandringer i forbindelse med at banen blev gjort dobbeltsporet, og da den blev tilpasset til hurtigtog. Strækningen Järna-Södertälje-Stockholm har dog gennemgået store forandringer. Den første forandring fandt sted med indvielsen af Sammanbindningsbanan mellem Stockholm S og C i 1871 som Sveriges første dobbeltsporede jernbane. Det var på sin tid Sveriges dyreste jernbaneprojekt, med en pris på to millioner rigsdaler pr. kilometer.
I 1921 fik banen en ny linjeføring gennem Södertälje og fik en ny bro over Södertälje kanal. Stationen Södertelge öfre blev samtidig erstattet af Södertälje södra (den nuværende Södertälje hamn).
Næste store forandring kom i 1995 i forbindelse med indvielsen af Grödingebanan. Den er 31 kilometer lang og løber fra Järna gennem Södertälje via den nye fjerntogsstation Södertälje syd og Igelstabron til Flemingsberg i den sydlige del af Storstockholm. Banen er anlagt til tog, der i fremtiden kører op til 250 km/t, selv om signaler og køreledninger kun tillader 200 km/t. Banen blev anlagt for at øge kapaciteten og mindske rejsetiden mellem Järna og Flemingsberg, da den gamle banestrækning var hårdt belastet og snoet. Den gamle bane anvendes fortsat af Stockholms pendeltåg.
Den seneste forandring er bygningen af den nye Årstabron i 2005, hvor antallet af spor på strækningen blev udvidet fra to til fire.

## Banestandard
Västra stambanan er dobbeltsporet hele vejen. Mellem Järna og Stockholm S er der fire spor. De fire spor løber to forskellige veje, Järna-Flemingsberg (Grödingebanan, hhv. den gamle hovedbane). Fra Flemingsberg og nordpå er der fire spor på samme banedæmning, og der er venstrekørsel med fjerntog yderst og regionaltog inderst. For at togene fra Grödingebanan ikke skal krydse pendlertogenes spor, er der en sportrekant i Flemingsberg. Der er tre sportrekanter mellem Södertälje S og Järna. De tilslutter Svealandsbanan, Nyköpingsbanan og den gamle hovedbane med Grödingebanan. I Katrineholm og Hallsberg har vigtige jernbaner siden 1800-tallet være tilsluttet, men kun ved nyanlæg laves der sportrekanter. Strækningen Järna-Katrineholm er relativt strækt trafikeret og kurvet og har lavere gennemsnitsfart end resten af banen.
Strækningen Katrineholm-Skövde er 180 kilometer lang og Sveriges hurtigste længere jernbanestrækning. X 2000-togene kører 200 km/t næsten hele vejen, og rejsetiden er 1 time og 2 minutter, hvilket giver en gennemsnitshastighed på 175 km/t. Strækningen Skövde-Alingsås er ganske hurtig, men en række byer giver en lavere gennemsnitshastighed. Hele den 45 kilometer lange strækning Alingsås-Göteborg er noget langsommere. Der er mange kurver og gennemsnitshastigheden ligger på 90 km/t, hvilket giver en rejsetid på 30 minutter for alle fjern- og regionaltog på strækningen. Strækningen er stærkt trafikeret med pendlertog, og der er ingen overhalingsmuligheder. De eneste hurtigere tog er et dagligt X 2000-tog i hver retning, som kører strækningen Stockholm-Göteborg på 2 timer og 45 minutter, og som får et særligt hul på strækningen Alingsås-Göteborg morgen og aften.

## Planer
Der er planer om at udbygge strækningen mellem Alingsås og Göteborg til fire spor, især for at hurtigere tog kan overhale pendlertogene.. Som en begyndelse vil man udvide til fire spor gennem Lerum, så fjerntog her kan overhale pendlertog. De fire spor er nødvendige, når Västlänken åbner (planlagt færdig før 2020), ellers kan man ikke afvikle 15-minuttersdrift, og det samme gælder i retning mod Kungsbacka. Alternativet er, at pendlertogene venter nogle minutter i Lerum på passerende X 2000-tog, eller at X 2000-togene kører med samme hastighed som pendlertogene (gennemsnitligt 60 km/t).
Mange af forslagene er stødt på modstand fra forskellige grupper, og det er derfor svært at finde en god løsning. Lerums kommune har benyttet sin mulighed for at stoppe planerne, da man ønsker to nye spor uden for byen, hvilket vil koste over 2 milliarder SEK på grund af det bjergrige terræn. Dette forslag støttes ikke af den svenske regering.
Da Götalandsbanan, en helt ny højhastighedsjernbane, planlægges mellem Göteborg og Södertälje, og jf. nuværende planer færdig før 2030, bliver det sværere at få lønsomhed i nye jernbaner. Der regnes ofte med 50 års afbetalingstid på nye jernbaner i Sverige.

## Trafik
Årligt er der cirka 2 millioner rejser med tog mellem Stockholm og Göteborg, mod 1,2 millioner med fly og 200.000 med bus. Dermed har togene en markedsandel på 60 procent af den kollektive transport.
Den gennemgående trafik på banen består i dag i princippet udelukkende af hurtigtkørende tog i SJ's X 2000-koncept. De har normalt ganske få ophold og gennemkører strækningen på omkring tre timer. Delstrækningen Göteborg-Alingsås-Skövde tager cirka en time. Mellem Skövde og Hallsberg tager det cirka 40 minutter. Den sidste strækning, Hallsberg-Södertälje-Stockholm tager en time og 20 minutter. Hurtigtogene suppleres af InterCity-tog i weekender og ved større helligdage. Langt flertallet af InterCity-tog kører dog i stedet ad Mälarbanan via Västerås og kører ind på hovedbanen i Hallsberg. Dette giver en noget længere rejsetid, men samtidig trafikeres mere tætbefolkede områder med togene.
Tæt på Göteborg hhv. Stockholm kører der pendlertog i lokal trafik. Der er også mange regionaltog, som trafikerer kortere strækninger og standser, hvor ingen eller få hurtigtog gør ophold. Mellem Stockholm og Hallsberg kører eksempelvis den såkaldte Sörmlandspilen, der blandt andre standser i Vingåker og Flen.